# Martina Šindlerová
Martina Šindlerová, Martina Schindlerová v zahraničí Martina Schindler (29. června 1988, Bratislava, Slovensko), je slovenská zpěvačka. U slovenské veřejnosti se na počátku své pěvecké dráhy proslavila tím, že skončila na druhém místě pěvecké soutěže Slovensko hľadá Superstar.
Po úspěchu v soutěži a ve spolupráci s producentem Stanem Šimorem nahrála svoje debutové album Patríme k sebe ve světoznámém belgickém nahrávacím studiu. Kritika album nepřijala, avšak mezi fanoušky se stala hitem a získala platinovou desku za prodej více než 10000 desek. Na tomto albu si zazpíval i vítěz z obdobné chorvatské pěvecké soutěže Patrick Jurdić, který si Martinu vybral ještě když vystupovala v slovenské verzi soutěže Superstar. Zazpívali si spolu duet, které se jemnuje Tvrdohlaví. Celkem se alba Patríme k sebe prodalo více než 20000 a stala se nejprodávanější deskou na Slovensku za rok 2005.
Úspěch debutového alba byl odměněn ziskem dvou ocenění hudební akademie Aurel 2005 v kategorii nejprodávanější album (zpěvačka) a nejprodávanější album (absolutní vítěz). Martina Šindlerová dosáhla významné úspěchy také v soutěži Zlatý slavík, kde se v roce 2005 v kategorii zpěvačka umístila na pátém a v roce 2006 na čtvrtém místě.
Martina Šindlerová začala po maturitě studovat na právnické fakultě.

## Diskografie
- Patríme k sebe (Sony BMG, 9. listopadu 2005, EAN: 828767165523)
- Čo sa to tu deje ( SCHINDLER. 5. května 2008)